# ヘルツシュプルング (クレーター)
ヘルツシュプルングクレーター (Hertzsprung crater) は、月の裏側にあるクレーターである。デンマーク生まれの天文学者アイナー・ヘルツシュプルングにちなんで名づけられた。国際天文学連合が認証・命名しているクレーターとしては月面最大である。

## 特徴
ヘルツシュプルングは東の海の北西端、月の赤道が通過する位置にあり、表側の海のいくつかを超える規模を持つクレーターである。
近くには、北東縁を横切るマイケルソン、西の縁を横切るバビロフ、南東のルクレティウスなどのクレーターがあり、ヘルツシュプルングの外縁はこれらのクレーターによって侵食されている。

## 従属クレーター
ヘルツシュプルングのごく近くにある小さな無名のクレーターについては、アルファベットを付加することによって識別される。
| 名称 | 月面緯度     | 月面経度       | 直径  |
| ---- | ------------ | -------------- | ----- |
| D    | 北緯 3.43 度 | 西経 126.20 度 | 48 km |
| H    | 南緯 1.26 度 | 西経 125.15 度 | 20 km |
| K    | 南緯 0.67 度 | 西経 128.48 度 | 27 km |
| L    | 北緯 0.22 度 | 西経 128.70 度 | 35 km |
| M    | 南緯 7.55 度 | 西経 129.79 度 | 36 km |
| P    | 南緯 0.14 度 | 西経 130.24 度 | 21 km |
| R    | 南緯 0.27 度 | 西経 132.80 度 | 30 km |
| S    | 北緯 0.45 度 | 西経 133.40 度 | 49 km |
| V    | 北緯 5.07 度 | 西経 134.17 度 | 40 km |
| X    | 北緯 3.68 度 | 西経 130.08 度 | 24 km |
| Y    | 北緯 8.77 度 | 西経 131.99 度 | 25 km |

## 画像

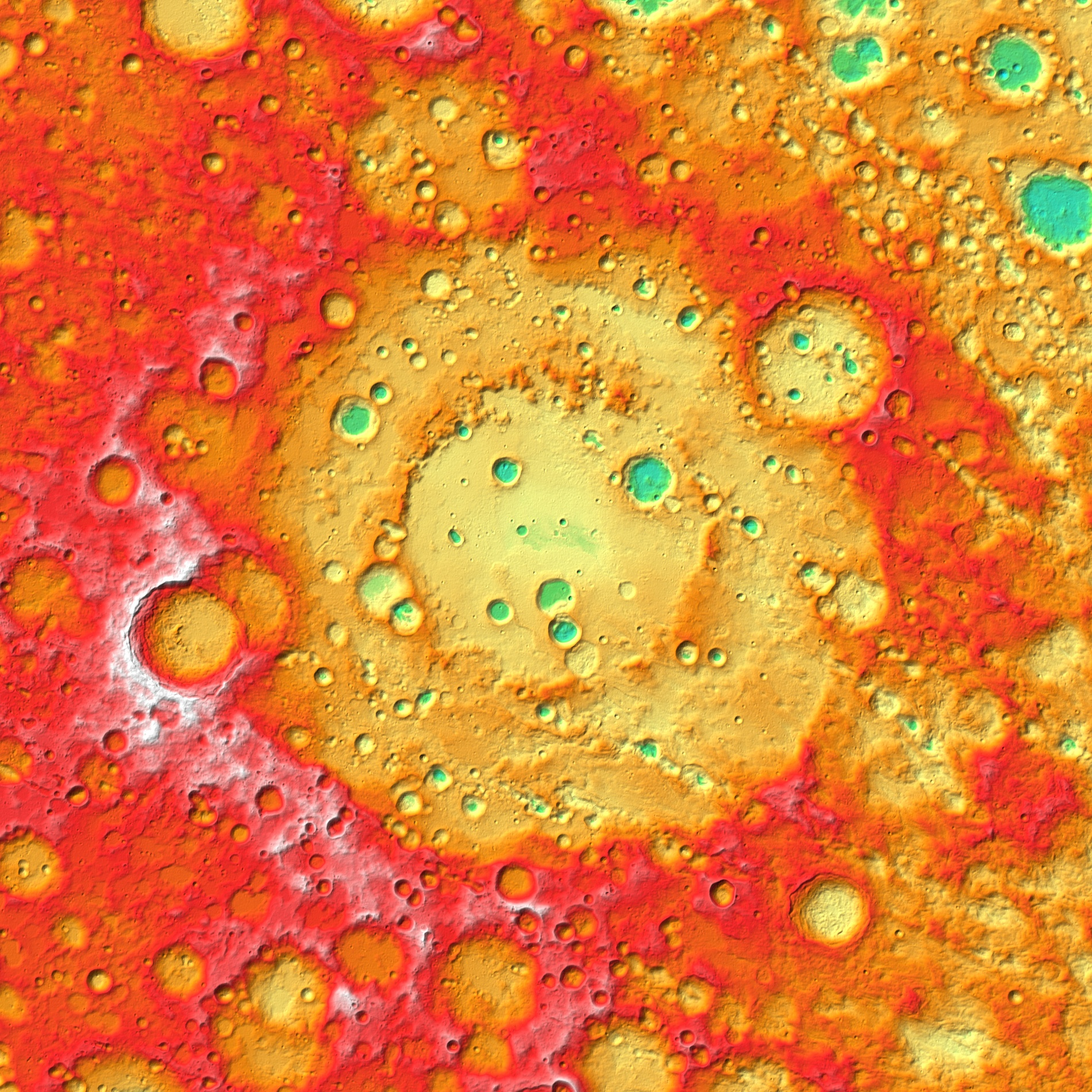
ヘルツシュプルングの地形図。
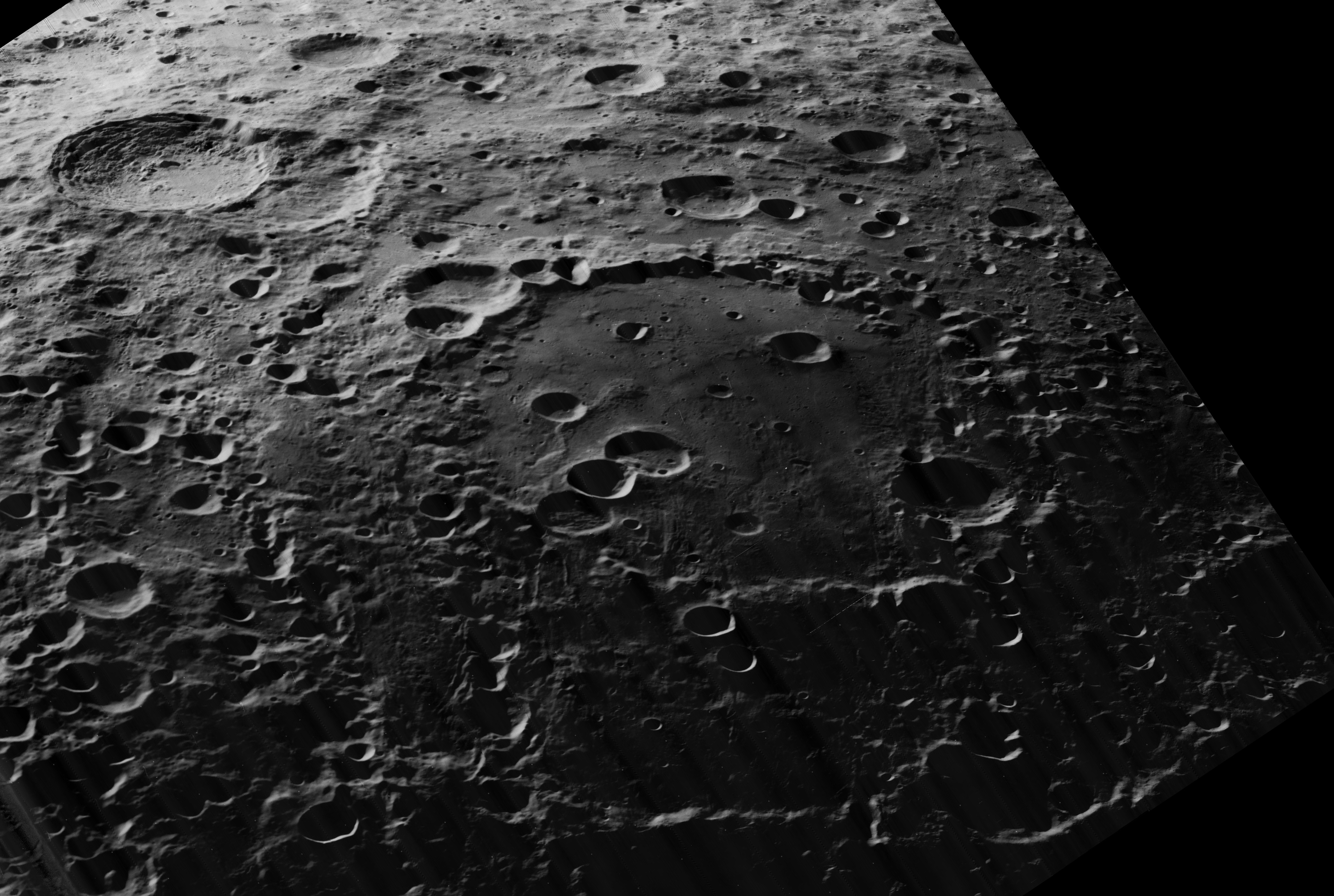
ヘルツシュプルングの写真。